# Erbhauptamt
Ein Erbhauptamt war im Herzogtum Preußen eine Verwaltungs- und Gerichtsbehörde.

## Geschichte
Herzog Albrecht änderte 1525 die Verwaltungsstruktur. Der Deutsche Orden hatte Komtureien als Verwaltungseinheiten gebildet, diese wurden nun durch Hauptämter ersetzt. Diese waren sowohl für die Verwaltungsaufgaben zuständig als auch für die Rechtsprechung in erster Instanz. 1725 wurde die Gerichtsbarkeit den staatlichen Justizämtern übertragen. Im Jahr 1752 wurden anstelle der Hauptämter landrätliche Kreise gebildet, siehe hierzu die Liste der Landkreise in Ostpreußen. Von den Hauptämtern waren jedoch fünf erblich geworden und waren noch bis in das 19. Jahrhundert als Erbhauptamt aktiv. In Bezug auf die Rechtsprechung waren sie der Ostpreußischen Regierung bzw. ab 1808 dem Oberlandesgericht Königsberg nachgeordnet.

### Erbhauptamt Deutsch-Eylau
Melchior Falsolt erwarb das Erbhauptamt Deutsch-Eylau schon im Jahr 1522, also vor der Bildung des Herzogtums. Dieser verkaufte es 1547 an Jakub von Deben, der es im gleichen Jahr noch an Wolf von Kreytzen weitergab, der bereits Hauptmann im Hauptamt Osterode war. Am 6. Juli 1690 verkaufte es die Familie von Kreytzen an Ernst Graf Finck von Finckenstein (1633–1717), Besitzer des Erbhauptamts Gilgenburg und Schönberg, genannt „der reiche Schäfer“. 1784 erwarb Graf Karl Ludwig Alexander von Dohna-Schlodien das Erbhauptamt Deutsch-Eylau. 1815 wurde es aufgelöst. Deutsch Eylau kam zum Kreis Rosenberg in Westpreußen.

### Erbhauptamt Gilgenburg

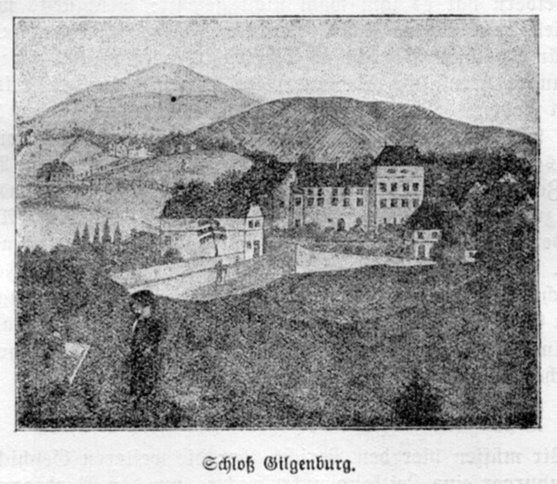
Schloss Gilgenburg

Am 15. März 1544 erhielt Friedrich von der Oelsnitz das bisher fürstliche Amt als Erbhauptamt. Dessen Nachkommen verkauften das Erbhauptamt 1572 an den Hauptmann Felix Finck. Von da an bis zur Auflösung blieb es im Besitz der Familie Finck von Finckenstein. Im Jahr 1831 einigten sich die Familie und der preußische Staat auf die Auflösung des Erbhauptamtes Gilgenburg. Die Verwaltungsaufgaben gingen an den Kreis Osterode in Ostpreußen, die Gerichtsfunktion ging auf das Land- und Stadtgericht Gilgenburg über, die Familie behielt jedoch noch ein Patrimonialgericht, welches 1849 aufgehoben wurde. Sitz des Amtes war Gilgenburg.

### Erbhauptamt Schönberg

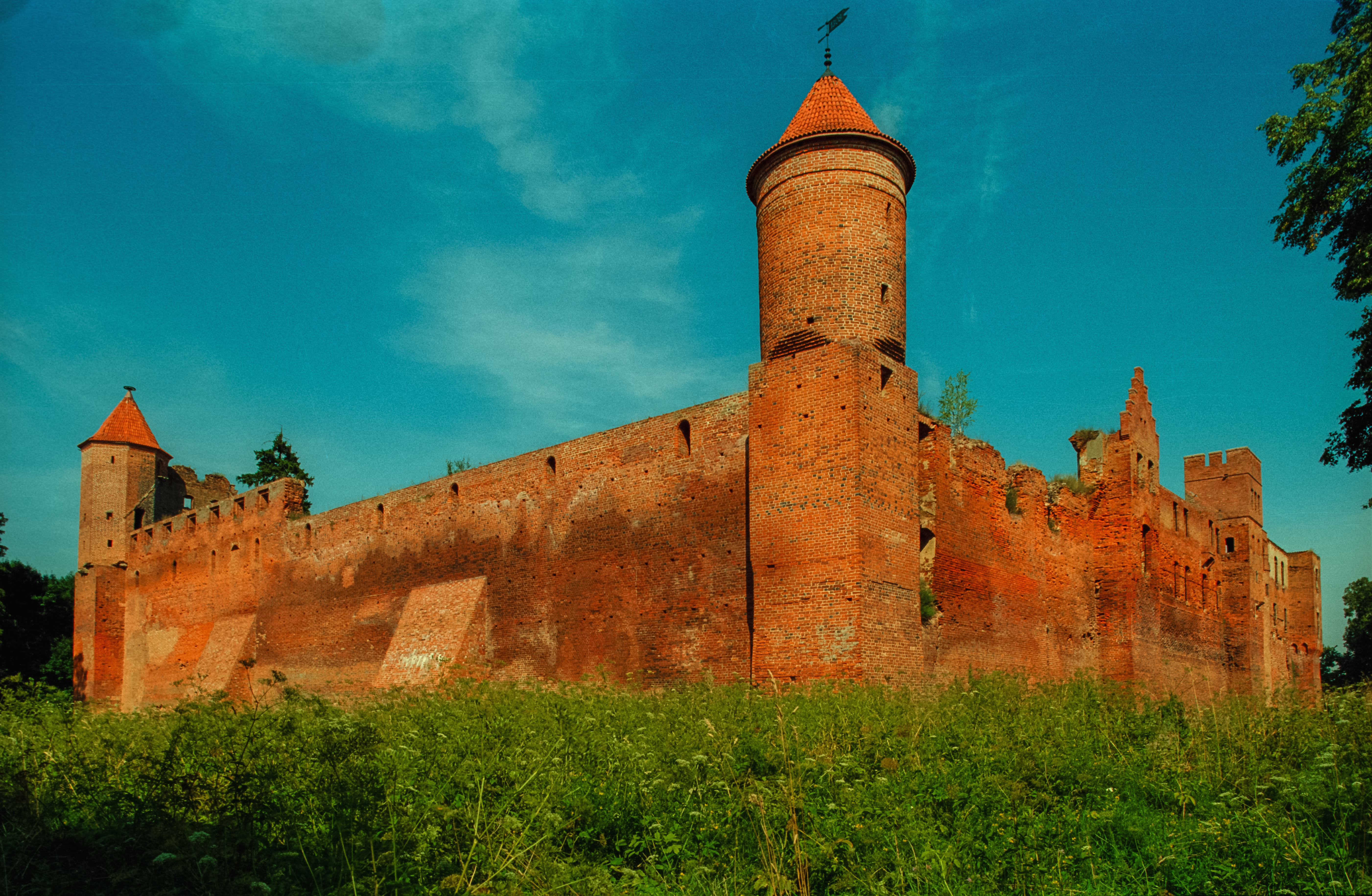
Burg Schönberg

Das Erbhauptamt Schönberg wurde 1531 an Georg von Polentz übergeben. Es diente als Kompensation seines Gehaltes als Bischof im Fürstbistum Samland nach seinem Übertritt zum Protestantismus. 1655 erwarb Jonas Kasimir von Eulenstein ein Drittel des Amtes. Dieser Anteil ging 1668 auf dessen Schwiegersohn Johann Theodor Graf von Schlieben und 1699 auf Ernst Graf Finck von Finckenstein über. Die Teilung des Amtes führte zu umfangreichen Konflikten und Prozessen der Familien Polentz und Finck von Finckenstein, die 1721 mit einem Rezess beendet wurden. Danach erhielt die Familie Polentz das vollständige Erbhauptamt Schönberg. Es wurde 1824 auflöst. Sitz war auf Burg Schönberg.

### Erbhauptämter Gerdauen und Nordenburg

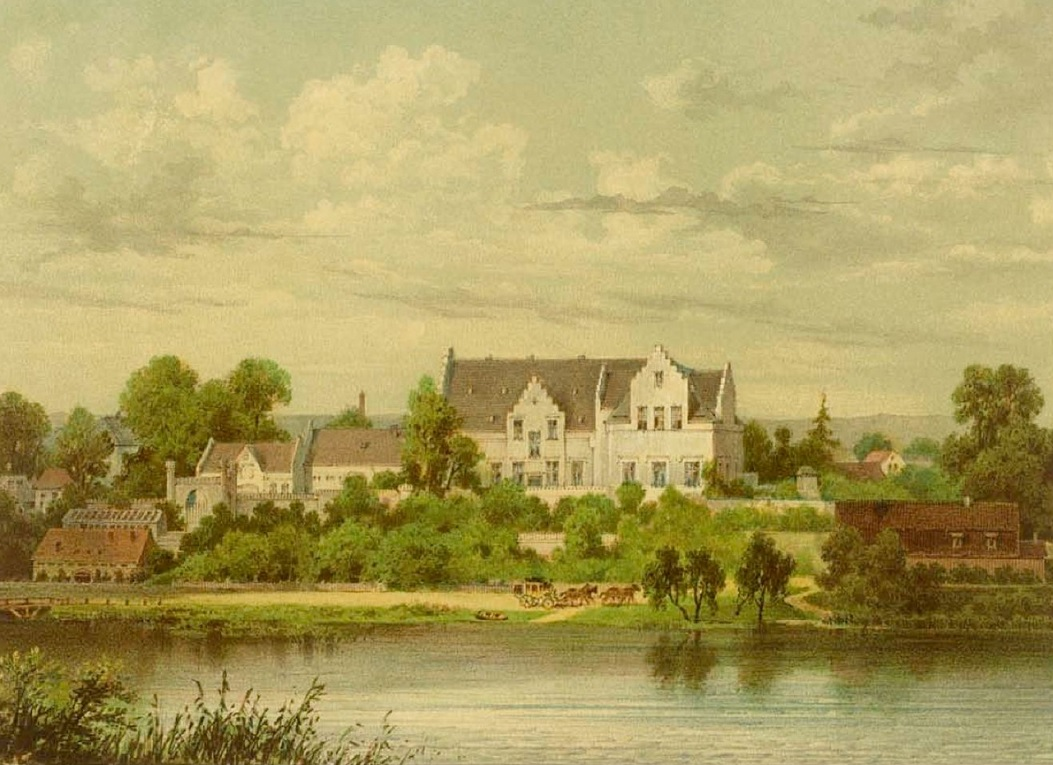
Schloss Gerdauen

Die Erbhauptämter Gerdauen und Nordenburg im Besitz der Grafen von Schlieben hatten den längsten Bestand. Sie wurden erst mit der Märzrevolution aufgehoben, als die Patrimonialgerichtsbarkeit in ganz Preußen beseitigt wurde. Als der Deutsche Orden nach dem Zweiten Thorner Frieden in finanzielle Schwierigkeiten geriet, verpfändete dessen Hochmeister Heinrich Reuß von Plauen am 8. April 1469 neben Nordenburg und mehreren Dörfern auch Gerdauen samt Burg an die Brüder Georg und Christoph von Schlieben, die später auch erbliche Eigentümer wurden. Sitz der verbundenen Ämter war Schloss Gerdauen.
1837 umfasste der Gerichtsbezirk die Städte Gerdauen und Nordenburg und 70 Ortschaften. Am Gericht waren zwei Assessoren und ein Unterbeamter beschäftigt.